# 폴레르

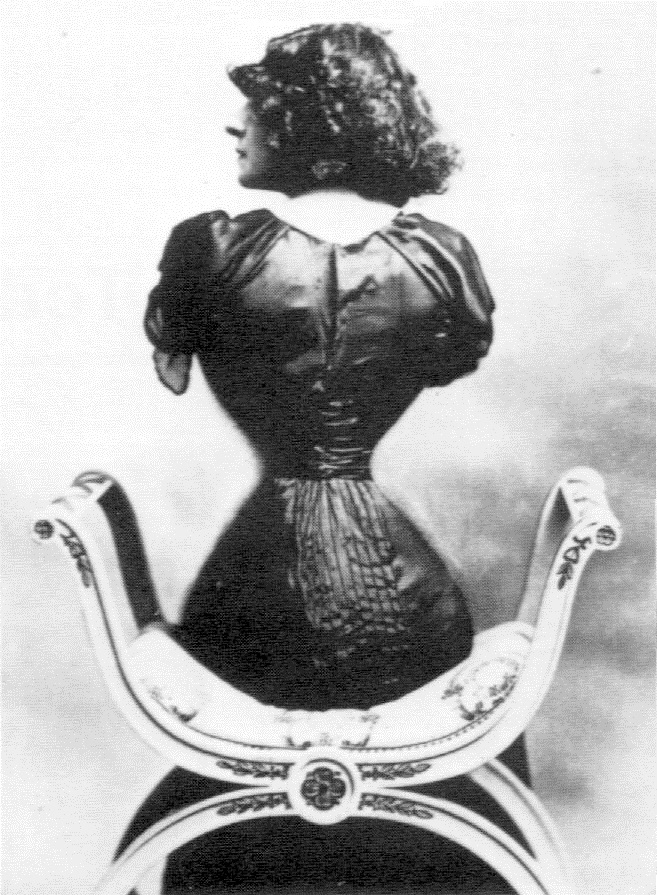
1900년 경 모습

폴레르(Polaire, 1874년 5월 14일 ~ 1939년 10월 14일)는 프랑스의 배우, 가수이다. 특히나, "말벌 허리"라 불릴 정도로 극히 허리를 얇게 해주는 코르셋을 착용한 채 연기하는 것으로 유명하다.

## 같이 보기
- 코르셋